# Margaret Brassler Kane
Pour les articles homonymes, voir Kane.
Margaret Brassler Kane (East Orange, 1909 – Cos Cob, 2006) est une sculptrice figurative américaine connue pour son utilisation de la méthode de la taille directe.

## Biographie
Margaret Brassler naît le 25 mai 1909 à East Orange, dans le New Jersey, fille de Hans et Mathilde Trumpler Brassler. La famille déménage à Brooklyn en 1918.
Elle fréquente le Packer Collegiate Institute, l'Université de Syracuse et l'Art Students League de New York, et prend également des cours avec John Hovannes. Elle remporte de nombreux prix pour son art dans les années 1940. Beaucoup de ses œuvres décrivent la vie contemporaine et abordent des questions d'actualité, notamment l'injustice socio-économique et la guerre,.
Margaret Brassler se marie avec Arthur Ferris Kane en juin 1930,.
Elle est cofondatrice de la Guilde des Sculpteurs (en) en 1937, qui est toujours active.
Margaret Brassler Kane se fait remarquer pour son utilisation de la méthode de la taille directe,. L'une des œuvres les plus connues de Brassler Kane est un groupe de grands panneaux en relief sculptés dans du tilleul, chacun mesurant 1,83 × 1,83 m : Symbols of Changing Man (1937-1939), Earthbound (1950-1957) et Micro-Macrocosm (1960-1967). Les panneaux décrivent l'histoire de l'humanité, explorant les thèmes de la science, de la technologie, de l'industrie, de la religion et des conflits sociaux,,. Tous ces panneaux ne sont cependant pas exposés ensemble avant 2018.
Blackout, qui montre une famille de réfugiés fuyant la guerre, est exposée au Metropolitan Museum of Art en 1942 dans une exposition d'art contemporain intitulée « Artists for Victory ». Bread and Wine (1940) est une œuvre en bronze qui met en contraste des personnages pauvres dans une file d'attente pour le pain à l'époque de la Grande Dépression avec des clients aisés se réunissant à des cocktails,. Harlem Dancers (1937), sculpté dans du marbre du Tennessee, fait partie de la collection du Smithsonian American Art Museum.
Margaret Brasslet Kane meurt le 10 avril 2006 à Cos Cob, dans le Connecticut.